# Emil Kreplin

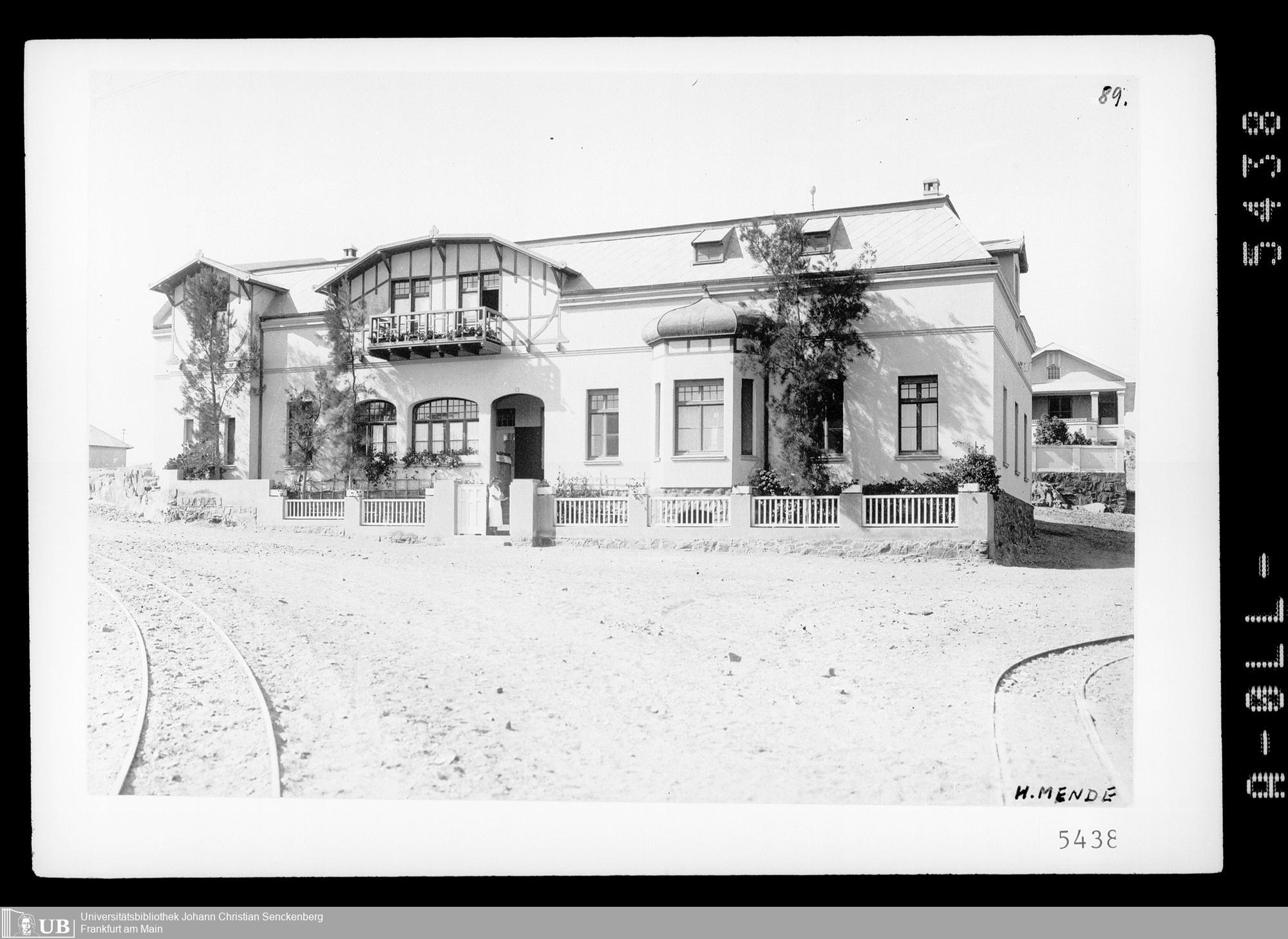
Kreplin-Haus in Lüderitz (um 1909)

Emil Kreplin (* 5. Juli 1871 in Barth; † 5. April 1932 in Swakopmund, Südwestafrika) war ein deutscher Kolonialbeamter, Unternehmer und erster Bürgermeister von Lüderitzbucht.
Emil Kreplin erlernte den Beruf eines Schmieds, trat dann jedoch in Demmin ins Militär ein und kam mit der Schutztruppe nach Deutsch-Südwestafrika. Nach 12 Jahren musste er den Dienst aus gesundheitlichen Gründen quittieren und ging zurück nach Deutschland. Doch schon bald kehrte er zurück und nahm seinen Wohnsitz in Lüderitzbucht. Hier wurde er Bahnvorsteher der Gesellschaft Lenz & Co. und damit auch Vorgesetzter von Bahnmeister August Stauch.
Am 8. April 1908 brachte der Bahnarbeiter Zacharias Lewala Bahnmeister Stauch einen ungewöhnlichen Stein, der sich als Diamant herausstellte. Stauch meldete den Fund Kreplin und wenig später sicherten sich beide die Abbaurechte in diesem Gebiet. Kreplin gehörte 1908 zu den Gründern der Diamantengesellschaft Charlottental, später wurde er Direktor der Kolmankupper Diamond Mines Ltd.
In Kubub, südlich von Aus, erwarb Kreplin außerdem eine Farm, auf der er Arbeitspferde für den Bergbau sowie Rennpferde züchtete. Diese gelten womöglich als Ursprung des Namibischen Wildpferds.
1909 ließ sich Kreplin in der Lüderitzer Bergstraße von dem Architekten Friedrick Kramer ein Haus, das Kreplin-Haus bauen, das heute unter Denkmalschutz steht.
Nach der Besetzung durch die Engländer zu Beginn des Ersten Weltkriegs wurde Emil Kreplin interniert. Seine Frau starb 1918 bei einer Grippeepidemie. 1920 ging Kreplin nach Deutschland. Als 1923 die Diamond Mines Ltd. aufgelöst wurde, ließ er sich eine Villa am Wolziger See bauen und heiratete eine Witwe, die drei Töchter mit in die Ehe brachte. Er selbst hatte eine Tochter von seiner ersten Frau.
1925 ging Kreplin mit seiner Tochter und einer Stieftochter für ein Jahr wieder nach Afrika. Nachdem er in Deutschland einen Großteil seines Vermögens verloren hatte, zog er im Januar 1930 endgültig wieder nach Afrika. Seine Tochter heiratete den Farmer Gustav Rösemann.
Als ein schweres Unwetter auch seinen letzten Besitz noch zerstört hatte, reiste er nach Swakopmund, um Freunde um Hilfe zu bitten. Offenbar wurde ihm diese verwehrt und so begab sich der Sechzigjährige an den Strand und tötete sich durch einen Schuss ins Herz. 